# Exeretonevra maculipennis
Exeretonevra maculipennis är en tvåvingeart som beskrevs av Macquart 1846. Exeretonevra maculipennis ingår i släktet Exeretonevra och familjen vedflugor. Inga underarter finns listade i Catalogue of Life.